# Brachymeria gigantica
Brachymeria gigantica är en stekelart som beskrevs av Joseph, Narendran och Joy 1972. Brachymeria gigantica ingår i släktet Brachymeria och familjen bredlårsteklar.
Artens utbredningsområde är Papua Nya Guinea. Inga underarter finns listade.